# Irans Davis Cup-lag
Irans Davis Cup-lag styrs av Iranska tennisförbundet och representerar Iran i tennisturneringen Davis Cup, tidigare International Lawn Tennis Challenge. Iran debuterade i sammanhanget 1962,  och har spelat final i Asien-Oceanienzonens Grupp II två gånger.